# Református templom (Szögliget)
Szögliget református temploma a falu főterének (Szabadság tér) északi oldalán épült.
Mellette áll a református egyházközség épülete (3762 Szögliget, Rákóczi u. 9., hrsz.:33). Ugyanebben az épületben működik a Szögligeti Református Diakóniai Központ és a Szögligeti Református Idősek Klubja is. A Szögligeti Református Ifjúsági Tábort az egykori iskola épületéből alakították ki.

## Története
Szögligeten a reformáció térhódítását az 1500-as évek második felében a tulajdonos Bebek család erősen támogatta. Az évszázad végére a lakosok nagy többsége áttért, és valamikor 1562 és 1595 között megkapták a templomot is — a megmaradt katolikus híveknek onnantól Bódvaszilasra kellett járniuk.
Az ellenreformáció részeként 1700-ban a katolikusok visszakapták korábbi templomukat, a reformátusok pedig csaknem egy évszázadra templom nélkül maradtak (Tiszáninneni).
A mostani templomot II. József türelmi rendeletének kiadása után, 1798–1800 között építették fel.
1866-ban eredeti, csehsüvegboltozatát sík, vakolt mennyezetre cserélték. Tornyát 1877-ben ácsolták (Hadobás, 2003).
Végleges alakját 1985-ben kapta. Ekkor a tornyot is átépítették (Hadobás, 2003), alakját előnytelenül megváltoztatták. A korábbi déli karzat alatt lefalaztak egy kis termet (Tiszáninneni).

## Az épület
Az egyhajós épület téglalap alakú belső tere 9 m * 17 m; ezt északi oldalán karzat, a bejárat fölött kiskarzat tagolja. Utóbbi a régi karzat kiugró középső részének 1985-ben meghagyott maradványa (Tiszáninneni).
Fából készült tornya a déli homlokzat fölé magasodik (Hadobás, 2003). A toronyban két harangot helyeztek el:
- a 120 kg-os acélharangot a vesztfáliai Bochumban készítették 1876-ban;
- a 80 kg-os harangot Walser Ferenc öntötte 1923-ban, Budapesten. Felirata: „Amerikában élő magyar véreink adományából Isten dicsőségére készült a szögligeti református egyháznak” (Tiszáninneni).

## Berendezése
Bútorzata egyszerű (Hadobás, 2003).

## Hitélet
Egész évben tartanak esküvőket (Nagyvőfély.hu).